# Колокольцев, Владимир Георгиевич
Влади́мир Георгиевич Колокольцев (31 марта 1940 — 27 июня 1996, Санкт-Петербург) — советский актёр театра и кино, актёр дубляжа.

## Биография
Владимир Гео́ргиевич Колоко́льцев родился 31 марта 1940 года.
Советский актёр кино, актёр дубляжа.
Окончил Ленинградский государственный театральный институт им. А. Н. Островского.
Ушёл из жизни 27 июня 1996 года. Похоронен на Южном кладбище Санкт-Петербурга.

## Фильмография
1. 1959 — Зелёный фургон — Володя Козаченко
2. 1960 — Прыжок на заре — Григорий Агеев, рядовой
3. 1962 — Закон Антарктиды — Андрей Куличок
4. 1962 — Когда разводят мосты — Валерка, выпускник школы
5. 1963 — Первый троллейбус — член молодёжной бригады («Все мы с виду солидные!»)"
6. 1963 — Слово лечит (короткометражный)
7. 1964 — Отец солдата — Гриша
8. 1965 — Стряпуха — солдат, друг Грини
9. 1966 — Неуловимые мстители — будённовец, поющий песню про сатану
10. 1967 — Поединок в горах — Олег (роль озвучил — Анатолий Голик)
11. 1967 — Свадьба в Малиновке — Павло, красноармеец (в титрах не указан)
12. 1967 — Софья Перовская — Рысаков, бомбометатель
13. 1967 — Татьянин день — Метёлкин
14. 1969 — Стриженый чёрт (ТВ) — пограничник
15. 1982 — Рысь выходит на тропу — эпизод (в титрах не указан)

#### Озвучивание
1. 1969 — Мальчишки острова Ливов — Петерис (дублировал роль — Каспара Пуце) (Рижская киностудия)

## Признание и награды
Был актёром фильма, который получил признание в СССР и за рубежом:
1. 1964 — Отец солдата — Премия «Капитолийский Юпитер» на МКФ в Риме в 1967 году[1]. Один из лидеров советского кинопроката 1965 года (23,8 миллиона зрителей).